# 喜友名一
喜友名 一（きゆな はじめ）NPO法人「たのしい教育研究所」代表。元教員。沖縄県。男性。
沖縄の宇宙教育の第一人者。
WAO(沖縄から宇宙飛行士をプロジェクト)代表。
「たのしい授業」をテーマに県内・県外・海外で授業を実施
宇宙航空研究開発機構 JAXA公募による宇宙探査教育者会議（SEEC）に2年連続選出され、2年目は、同会議（米国ヒューストンNASA公式ビジターセンター）で授業を実施。
日本の宇宙飛行士とも交流があり、「たのしい授業in沖縄 テーマは宇宙」で古川聡とのジョイント授業も実施。
日本の宇宙教育の魁 的川泰宣(まとがわやすのり)を師と仰ぐ。彼の設立した「ku-ma 子ども・宇宙・未来の会」へも賛同し、イベントへも積極的に協力。
沖縄で活躍する宇宙教育指導者の1人。
沖縄の仮説実験授業の草分けで、数々の講座や授業書を実施している。
沖縄県指定無形文化財保持者、仲里周五郎から小林流空手道七段の免状を授与され、師範の資格を保持。
棒術・ヌンチャク・釵術・櫂術・カマ術などの琉球古武道も五段の免状を授与されている。
沖縄タイムスワラビー紙に一年間「宇宙の向こうへ」を連載。
教育関係誌仮説社月刊誌「たのしい授業」の編集委員を務める。
現在、教師を退職し、たのしい教育の普及に飛び回っている。